# Clematis patens 'Evipo026'
Cultivar
La clématite patens 'Evipo026' est un cultivar de clématite obtenu en 2009 par Raymond Evison en Angleterre. Elle porte le nom commercial de clématite patens Diana's Delight 'Evipo026'.
Ce cultivar a été présenté au Chelsea Flower Show de 2009 par les pépinières de Raymond Evison, Guernsey clematis nursery.

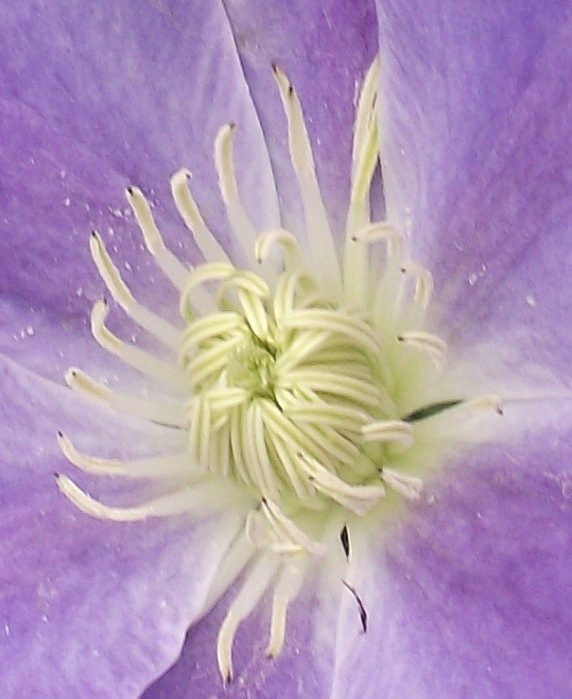
Stigmates de Diana's Delight

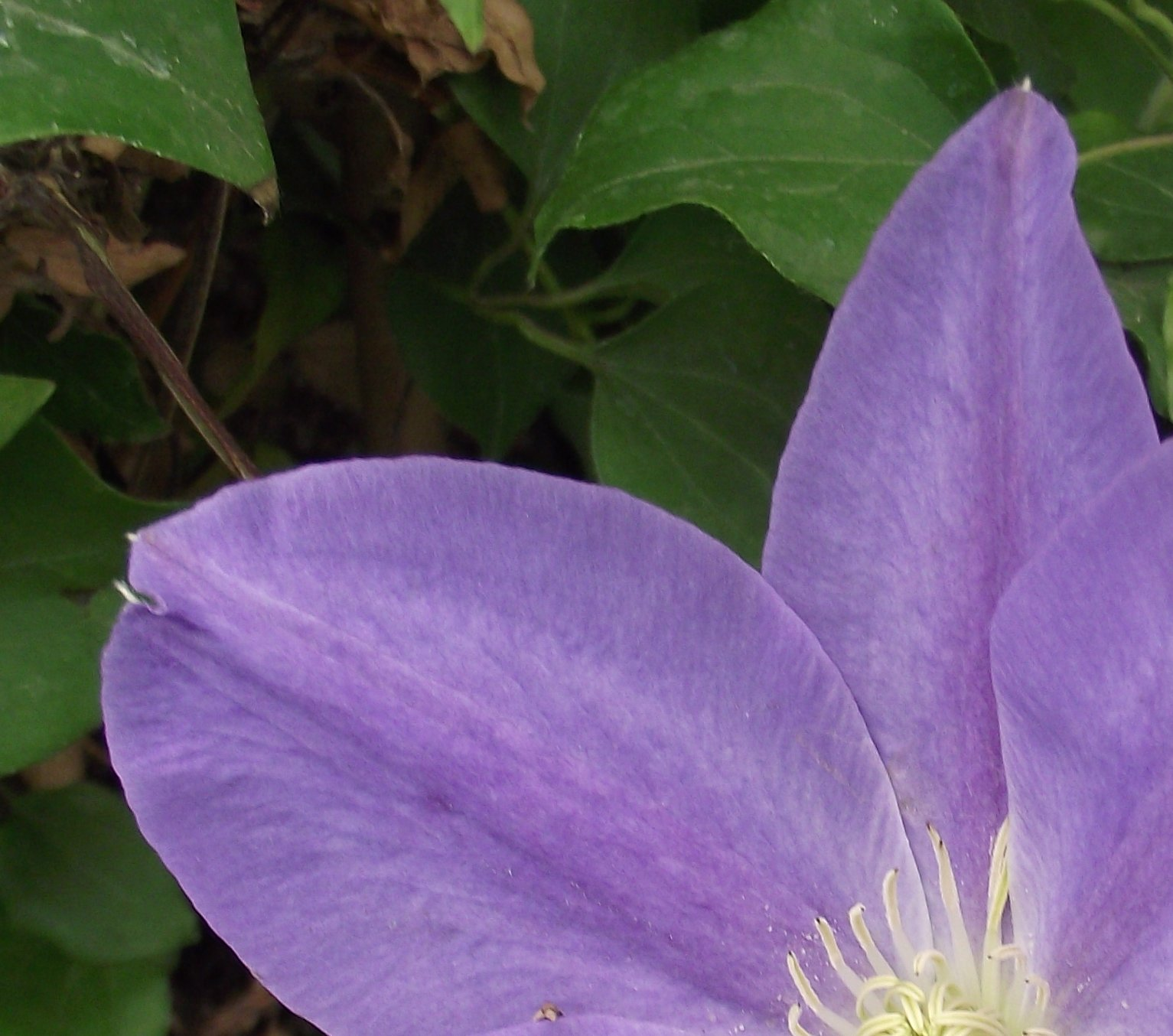
Sépale de Diana's Delight

Elle a été nommée ainsi en hommage à Diana Rowland, la femme du bailli de l'île de Guernesey, Geoffrey Rowland.

## Description
Cette clématite fait partie du groupe 2, ce qui signifie que ce cultivar donnera un floraison printanière sur la pousse de l'année précédente et une seconde à l'automne sur les pousses de l'année.

### Feuilles
Les feuilles caduques de cette clématite sont parfois simples, parfois alternes et trifoliées. En moyenne elles mesurent 10 cm. De mars à octobre les feuilles sont vertes, en novembre elles virent au jaune orangé juste avant de tomber.

### Tiges
Les tiges de la clématite Diana's Delight apparaissent de couleur verte sur les pousses de l'année, en vieillissant le bois se durcit et devient rougeâtre et marron.

### Fleurs
La clématite Diana's Delight dispose d'une fleur de grande taille bleu clair avec une médiane plus claire presque blanche pouvant atteindre 18 cm. Les fleurs de ce cultivar apparaissent la plupart du temps sur la partie supérieure de la plante en mai et juin pour la floraison printanière et en septembre pour la floraison d'automne. Lors de la fanaison la couleur des sépales virent légèrement au rose pale.

#### Bouton floral et pédoncule
Le bouton floral de Diana's Delight est allongé et ovoïde d'environ 4 à 5 cm, de couleur vert/gris à un quart de son ouverture. Le pédoncule quant à lui mesure environ 11 à 15 millimètres de couleur verte également.

#### Sépales
Les sépales de la clématite Diana's Delight mesurent entre 6 et 8 cm de long. Ils sont ondulés et striés le long de la nervure centrale.

#### Étamines et stigmates
Diana's Delight possède des  étamines de couleur jaune et des stigmates de la même couleur ce qui offrent des nuances avec le bleu des sépales.

#### Parfum
Cette clématite n'a pas de parfum.

## Obtention
La reproduction asexuée de ce cultivar pour la commercialisation a commencé dans les pépinières de Raymond Evison sur l’île de Guernesey, dans le but de produire une clématite à port compact et très florifère. Cette obtention fait partie du programme d'hybridation de Evison & Poulsen.

## Protection
'Evipo026' est protégé par l'Union pour la protection des obtentions végétales sous licence PBR & PPaf. Le nom commercial 'Diana's Delight' est protégé par une licence trademark.
Raymond Evison devait nommer cette clématite « Geneviève », mais ce nom fut refusé par l'Union pour la protection des obtentions végétales.

## Culture

### Plantation
La clématite Diana's Delight s'épanouit très bien en pot ou en pleine terre. Elle doit être plantée dans un mélange drainant, fertile et léger. Les racines préfèrent  un sol frais et ombragé.

### Croissance
À taille adulte cette clématite dispose d'une croissance importante entre 1.50 et 2 mètres.

### Floraison
Diana's Delight fleurit deux fois par an sur la pousse de l'année précédente du mois de mai et juin pour la floraison printanière et entre août  et septembre pour la floraison sur le bois de l'année de l'automne. Elle fait partie du groupe 2.

### Utilisations
Diana's Delight est parfait pour les pergolas, treillis, tonnelles et clôtures. Elle peut aussi grimper sur des supports naturels tels que les feuillus, des conifères et des arbustes.

### Taille
La clématite Diana's Delight a besoin d'une taille annuelle, souvent au mois de mars mais à toute période de repos végétatif. Elle demande une taille modérée, c'est-à-dire une taille de 30 cm ou un tiers des branches.

### Résistance
Cette clématite résiste à des températures jusqu'à moins 20 degrés Celsius.

### Maladies et ravageurs
La clématite Diana's Delight est sensible à l'excès d'eau ce qui pourrait provoquer une pourriture du collet de la plante et ainsi la mort de la clématite. Elle peut également souffrir d'apoplexie due à un champignon appelé Ascochyta clematidina, provoquant un flétrissement brutal des feuilles. Pour combattre ce champignon la terre doit être remplacée sur 20 cm et l'excès d'eau doit être proscrit.
Les limaces peuvent également s'attaquer à cette clématite et notamment aux jeunes pousses du printemps.